# 新明川站
新明川站（韓語：신명천역）是朝鮮民主主義人民共和國咸鏡北道明川郡的一個鐵路車站，属于古站煤礦線。

## 邻近车站
古站煤礦線
明川站 - 新明川站